# شهرستان سلاژ
شهرستان سلاژ (به لاتین: Sălaj County) یک județ در رومانی است که در رومانی واقع شده‌است.

## خصوصیات
شهرستان سلاژ ۲۲۴٬۳۸۴ نفر جمعیت دارد.

## نگارخانه

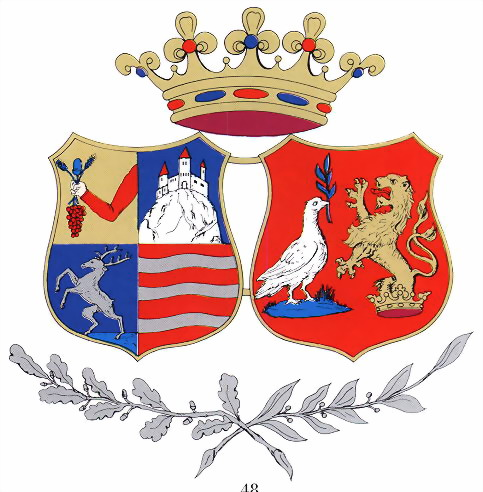
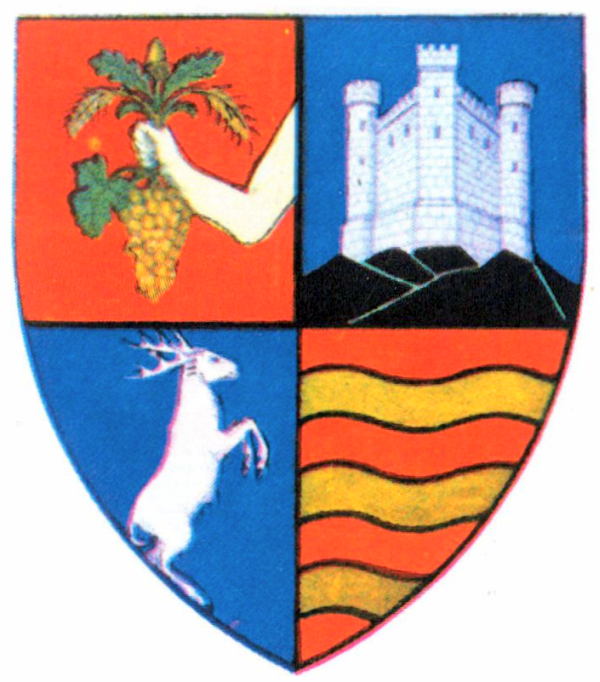
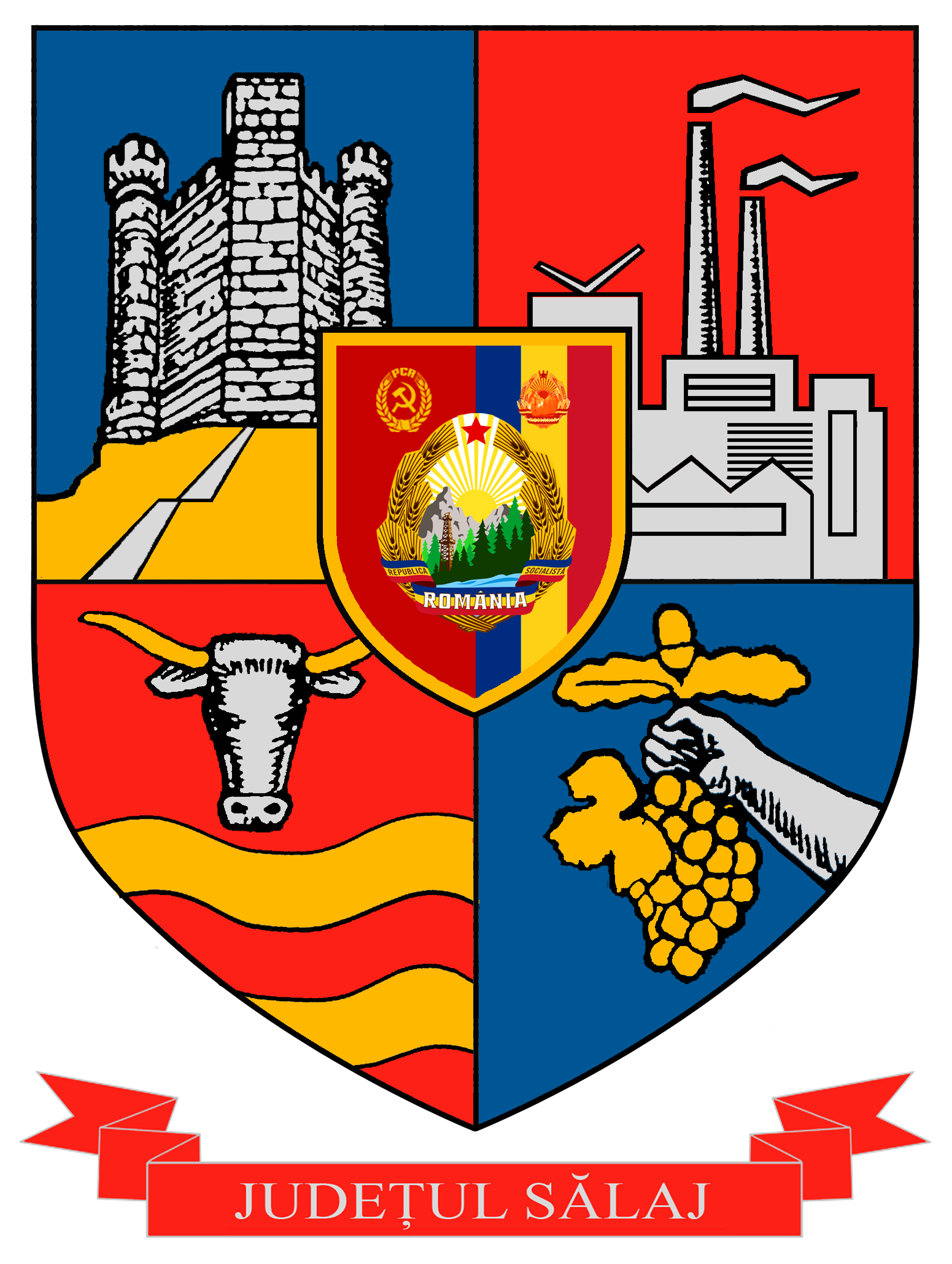